# Списък с храмовете в София
| Име                                    | Тип                       | Религия                     | Адрес                                                                              | Статус                                      | Построен                                          | Описание | Снимки |
| -------------------------------------- | ------------------------- | --------------------------- | ---------------------------------------------------------------------------------- | ------------------------------------------- | ------------------------------------------------- | --- | ------ |
| Софийска синагога                      | Синагога                  | Юдаизъм                     | ул. „Екзарх Йосиф“ № 16                                                            | Действащ храм и музей                       | 1909 г.                                           | Това е най-голямата сефарадска (испано-еврейска) синагога в Европа. Третата най-голяма синагога в Европа (след синагогите в Амстердам и Будапеща). Строителството на синагогата започва на 13 ноември 1905 г. на мястото, на което е била старата синагога „Ахава и хесед“ (от иврит: любов и добрина). Открита е на 9 септември 1909. Сградата е в неомавритански стил и неин архитект е Фридрих Грюнангер. |        |
| Буюк джамия                            | Джамия                    | Ислям                       | ул. „Съборна“ № 2                                                                  | Музей                                       | 1451 – 1494 г.                                    | Сградата се използва като болница по време на Руско-Турската война (1877 – 1878), а след това като библиотека и печатница. От 1892 в нея се помещава Националният археологическия институт с музей (НАИМ). |        |
| Баня баши джамия                       | Джамия                    | Ислям                       | бул. „Мария Луиза“ № 14                                                            | Действащ храм и експонирани руини на хамам  | 1566 – 1567 г.                                    | Архитект на сградата е Мимар Синан. |        |
| Стара стена                            | Намазгях (открита джамия) | Ислям                       | пл. „Стара стена“                                                                  | Руини                                       | XVI – XVII в.                                     | Зданието е известно още като Римска стена и около него има малък пазар. |        |
| храм-паметник Свети Александър Невски  | Катедрален храм           | Православие                 | пл. „Св. Александър Невски“                                                        | Действащ храм и музейна експозиция          | 1882 – 1912 г.                                    | Паметник на културата с национално значение. Един от символите на София. Построен е в памет на 200 000 руски, украински, беларуски и български войници, които загиват в Руско-турската война. Тя е една от най-големите източноправославни църкви в света. |        |
| Св. Ана                                | Параклис                  | Православие                 | кв. Хладилника, комплекс „Макси“                                                   | Действащ храм                               | 2013 г.                                           | [ 6 ] |        |
| Св. Андрей Първозванни                 | Църква                    | Православие                 | ул. „Опълченска“ № 112                                                             | Действащ храм                               | 1926 г.                                           | Единственият храм, който е посветен на героичните български войници, участвали в Руско-турската война, Сръбско-българската война и Македоно-одринското опълчение. |        |
| Св. апли Петър и Павел                 | Църква                    | Православие                 | ул. „Д-р Калинков“ № 27                                                            | Действащ храм                               | 1928 – 1932 г.                                    | Има дължина – 32 м, ширина – 16 м, височина – 22 м., кръстообразна, с притвор и камбанария над притвора. Таванът е сводест и се поддържа от четири колони. Осветена е от екзарх Стефан през 1934 г. в присъствието на кмета на столицата Владимир Вазов. |        |
| Св. апли Петър и Павел                 | Църква                    | Православие                 | кв. Враждебна, ул. „40-а“ № 41                                                     | Действащ храм                               | 1889 г.                                           | [ 9 ] |        |
| Св. апли Петър и Павел                 | Параклис                  | Православие                 | кв. Симеоново                                                                      | Действащ храм                               | 2000 – 2007 г.                                    | [ 10 ] |        |
| Св. Архангел Михаил                    | Църква                    | Православие                 | кв. Симеоново, бул. „Симеоновско шосе“                                             | Действащ храм                               | 1918 г. (осветен)                                 | Издигната е върху основите на манастир от Второто българско царство. В непосредствена близост до храма има останки от крепостна стена от времето на Римската империя |        |
| Св. Архангел Михаил                    | Църква                    | Православие                 | Гробища „Бакърена фабрика“                                                         | Действащ храм                               | 2009 г.                                           | [ 12 ] |        |
| Св. Архангел Михаил                    | Църква                    | Православие                 | Малашевски гробища                                                                 | Действащ храм                               | 2015 г.                                           | [ 13 ] |        |
| Св. Богородица – Живоприемний Източник | Църква                    | Православие                 | кв. Подуене, пл. „Родина“ № 1, ул. „Черковна“                                      | Действащ храм                               | 1881 – 1882 г.                                    | Построена с дарения от жителите на Подуяне и е зографисана от Иван Доспевски. В този храм през октомври 1912 Пейо Яворов се венчава за Лора Каравелова преди да замине за фронта в Македония. |        |
| Благовещение Господне                  | Параклис                  | Римокатолицизъм             | ул. „Оборище“ № 5                                                                  | Действащ храм                               | 7 септември 1925 – 1928 г.                        | [ 15 ] |        |
| Блажени Йоан XXIII папа Римски         | Църква                    | Католицизъм – източен обред | ул. „Монтевидео“ № 15                                                              | Действащ храм                               | 2001 – 2005 г.                                    | Блаженият папа Йоан XXIII, познат ни като монс. Анджело Ронкали, живее в България в периода 1925 – 1934 г. Като първи легат на Светия престол в България, закупува парцел в кв. Овча купел, на който сега е изградена църквата, носеща неговото име. |        |
| Св. Вартоломей                         | Параклис                  | Православие                 | кв. Горубляне, ул. „Самоковско шосе“                                               | Действащ храм по празници                   | 2006 г.                                           | [ 18 ] [ 19 ] |        |
| Св. Вартоломей                         | Параклис                  | Православие                 | кв. Драгалевци                                                                     | Действащ храм по празници                   |                                                   | [ 20 ] |        |
| Св. Великомъченик Димитър              | Църква                    | Православие                 | Хаджи Димитър, ул. „Васил Петлешков“ № 70                                          | Действащ храм                               | 1922 г., 1956 г.                                  | Църквата е построена през 1922 г. При бомбардировките над София е разрушена на 30 март 1944 г. През 1956 г. храмът е завършен в днешния му вид и е осветен от патриарх Кирил. Той е точно копие на храма „Св. Димитър“ в Солун, но е с по-малки размери. |        |
| Св. Великомъченик Георги               | Църква                    | Православие                 | бул. „Македония“ № 11                                                              | Действащ храм                               | 1920 г.                                           | Сградата на Гръцката църква „Св. вмчк Георги Победоносец“ към посолството на Република Гърция е трикорабна базилика, изградена с дарение на от Йоан Космоглу. |        |
| Въведение Богородично                  | Църква                    | Православие                 | ж.к. Дружба (край езерото)                                                         | Действащ храм                               |                                                   | [ 23 ] |        |
| Въведение Богородично                  | Църква                    | Православие                 | кв. Горна баня, Италиански лицей                                                   | Действащ по празници                        |                                                   | [ 24 ] |        |
| Въздвижение на Светия кръст Господен   | Църква                    | Православие                 | кв. „Лозенец“, бул. „Джеймс Баучер“, местност Кръста                               | Действащ храм                               | 1996 – 2017 г.                                    | [ 25 ] |        |
| Възкресение Христово                   | Църква                    | Православие                 | ул. „Възкресение“ № 62                                                             | Действащ храм                               | 1922 – 1927 г.                                    | Притворът с камбанарията е построен през 1927 г. |        |
| Възнесение Господне                    | Църква                    | Православие                 | кв. Бояна, в близост до гробищата                                                  | Действащ храм                               | 2007 г.                                           | [ 28 ] [ 29 ] |        |
| Възнесение Господне                    | Църква                    | Православие                 | кв. Яворов                                                                         | Действащ храм                               | 2010 г.                                           | [ 30 ] |        |
| ротондата Свети Георги                 | Църква                    | Православие                 | бул. „Княз Дондуков“ № 2, двора на Президентството                                 | Действащ храм                               | IV век                                            | Ротондата „Св. Георги“ е най-старият архитектурен паметник в София и единствената запазена до покрив постройка от времето на Римската империя в София. |        |
| Св. Георги                             | Църква                    | Православие                 | кв. Дървеница, ул. „Софийско поле“ № 18                                            | Действащ храм                               | 1885 – 1886 (1888 – 1889)                         | Предполага се, че църквата е построена на мястото на по-стар храм. Построена е от известния по онова време строител дюлгер Георги Джонгър от село Тресонча (дн. Македония). |        |
| Св. Георги                             | Параклис                  | Православие                 | ж.к. Сухата река, Спортен комплекс „Герена“                                        | Действащ храм                               | 2003 – 2015 г.                                    | Идеята за изграждането на храма е на Стоян Хранов. Храмът е построен с дарения в чест на 60-годишнината от рождението на Георги Апсарухов-Гунди. |        |
| Св. Георги                             | Църква                    | Православие                 | кв. Суходол                                                                        | Действащ храм                               | 1958 г.                                           | Построен е върху основите на по-стар храм. |        |
| Св. Георги                             | Църква                    | Православие                 | кв. Горубляне, ул. „Самоковско шосе“ № 75                                          | Действащ храм                               | 1858 (1948) – 1975 – 2004 г.                      | Храмът е изографисан през 1878 от неизвестен самоковски майстор. Храмът е преустроен през 1948. А през 1972 г. храмът е почти напълно разрушен (въпреки разрешението за „основен ремонт“), а от възрожденския храм е запазен само притвора. През 1975 г. започва поетапното му възстановяване, което приключва през 2004 г. |        |
| Свети Георги (базилика в София)        | Църква                    | Православие                 | ул. „Патриарх Евтимий“ № 90                                                        | Действащ храм                               | 1899 – 1909 г.                                    | Изградена е по проект на арх. Алекси Начев и е осветена през 1918 г. |        |
| Св. Георги Софийски Най-нови           | Параклис                  | Православие                 | ул. „Св. Георги Софийски“ № 1 (в двора на Университетска болница „Александровска“) | Действащ храм                               | 2007 – 2013 г.                                    | Първоначалната идея за построяване на храма датира от 1913 г. и екзарх Йосиф полага първия камък. Участието на България в Балканските войни и Първата световна война и събитията след 1944 г. водят до изоставяне на идеята. През 90-те години на XX век идеята е възродена, а на 26 май 2003 патриарх Максим полага крайъгълен камък за нов градеж, като е открит и старияt камък, поставен от екзарх Йосиф. Точно век след първия положен камък, през лятото на 2013 г. храмът е завършен. |        |
| Св. Дух                                | Църква                    | Православие                 | ул. „Авксентий Велешки“ № 32А                                                      | Действащ храм                               | 1932 г.                                           | През 1920 г. е бил построен параклис, посветен на св. Дух в „Надежда“. През 1926 е поискано разрешение от Софийската митрополия за нова по-голяма църква. През август 1931 г. се провел търг за построяване на храма по стопански начин, спечелен от Пройно Иванов Пройков. Пройков построил и довършил църквата, чийто архитектурен стил е един от най-старите – еднокорабна кръстокуполна базилика. |        |
| Св. Екатерина                          | Църква                    | Православие                 | УМБАЛ „Св. Екатерина“                                                              | Действащ храм                               |                                                   | [ 40 ] |        |
| Св. Иван Рилски                        | Църква                    | Православие                 | кв. Лозенец, пл. „Велчова завера“ № 2                                              | Действащ храм                               | 1903 г.                                           | Сградите и църквата „Св. Йоан Рилски“ са проектирани от австрийския архитект Фридрих Грюнангер. В проекта си той използва възрожденски елементи от българското църковно строителство. |        |
| Св. Иван Рилски                        | Църква                    | Православие                 | кв. Слатина                                                                        | Действащ храм                               |                                                   | [ 44 ] |        |
| Св. Йоан Кръстител                     | Църква                    | Православие                 | кв. Обеля, ул. ”2-ра” № 4                                                          | Действащ храм                               | 2003 г.                                           | [ 45 ] |        |
| Св. Йоан Рилски                        | Параклис                  | Православие                 | кв. Студентски град (срещу УНСС)                                                   | Действащ храм                               | 2000 – 2001 г.                                    | [ 46 ] |        |
| Св. Йоан Рилски                        | Параклис                  | Православие                 | кв. Бъкстон – Манастирски ливади                                                   | Действащ храм                               |                                                   | [ 44 ] |        |
| Св. Йоан Рилски                        | Параклис                  | Православие                 | кв. Суходол, Околовръстен път № 881                                                | Действащ храм                               |                                                   | [ 47 ] |        |
| католическа катедрала Свети Йосиф      | Катедрален храм           | Римокатолицизъм             | ул. „Κняз Борис I“ № 146                                                           | Действащ храм                               | 2002 – 2006 г.                                    | Един от най-големите римокатолически храмове в България |        |
| Св. Климент Охридски                   | Църква                    | Православие                 | ул. „Джавахарлал Неру“ № 1                                                         | Действащ храм                               | 1999 г.                                           | Това е единственият храм на столичния комплекс „Люлин“. |        |
| Св. Княз Владимир                      | Параклис                  | Православие                 | кв. Илиенци, стадион „Локомотив“                                                   | Действащ храм                               |                                                   | Един от новоосветените храмове в Софийска епархия (2001 – 2010): |        |
| Св. Мария Магдалина                    | Църква                    | Православие                 | гр. Бухово                                                                         | Недействащ храм                             | XVI в. – 1881 г.                                  | Буховският манастирът е основан през XVI в. Днешната еднокорабна, едноапсидна, черква е изградена през 1881 г. върху основите на голяма трикорабна базилика, датирана към края на IV, началото на V в. Към манастира принадлежи една жилищна сграда, в границите му се забелязват останки от стари постройки. |        |
| Св. Мина                               | Църква                    | Православие                 | кв. Модерно Предградие, ул. „Старата църква“ № 28                                  | Действащ храм                               | 1938 г.                                           | Храмът е основно ремонтиран през 2000 г. |        |
| Св. Мина                               | Църква                    | Православие                 | кв. Лозенец, (в близост до японския хотел)                                         | Недействащ храм                             | 1996 г.                                           | Поради имотни проблеми с обезвъзмездяването на собствениците на земята, върху която е построен храмът, той все още не е действащ. |        |
| Св. Мина                               | Църква                    | Православие                 | кв. Слатина (в близост до стадион „Академик“)                                      | Действащ храм                               | 1872 г.                                           | До края на XIV в. на това място е имало манастир „Св. Троица“ и това е било първоначалното име на храма. През Втората световна война, храмът е бил посветен на „Св. Терапонтий“ (до 1957 г.), тъй като съществува предание, че на това място е бил посечен Св. Терапонтий Сердикийски. През 1955 г. храмът е обявен за паметник на културата като автентичен и единствен от XIX в. на територията на София. През 1989 г. е признат и като архитектурно-художествен паметник на културата. Друг любопитен факт е че храмът е приютявал Васил Левски през 1872. |        |
| Св. Мина                               | Параклис                  | Православие                 | Национална онкологична болница                                                     | Действащ храм                               |                                                   | [ 56 ] |        |
| Св. мъченик Трифон                     | Параклис                  | Православие                 |                                                                                    | Действащ храм                               |                                                   | В двора на църквата „Св. Великомъченик Георги“ в Требич. |        |
| Св. мчци София, Вяра, Надежда и Любов  | Параклис                  | Православие                 | Болница „Пирогов“                                                                  | Действащ храм                               |                                                   | [ 58 ] |        |
| На всички български мъченици           | Параклис                  | Православие                 | парк НДК                                                                           | Действащ храм                               | 1997 – 1999 г.                                    | [ 59 ] |        |
| Св. Наум Охридски                      | Църква                    | Православие                 | кв. „Дружба“ I, ул. „Тирана“                                                       | Действащ храм                               | 2002 г.                                           | Единствената църква в София, посветена на свети Наум. |        |
| Св. Неделя                             | Катедрален храм           | Православие                 | пл. „Св. Неделя“ № 18                                                              | Действащ храм                               | X век, 1863 – 1928 г.                             | Вероятно храмът е бил построен през X в. и е бил с каменни основи, а нагоре с дървена конструкция. „Св. Неделя“ останала дървена чак до средата на XIX в. В началото на 50-те години е взето решение за изграждане на нов катедрален храм. Старата дървена построийка е разрушена на 25 април 1856. На 7 май 1856 започнало изкопаването на основите на новия храм. През есента на 1863 г. строежът на новата църква е завършен. В края на XIX век църковното настоятелство решава да придаде по-представителен външен вид на храма. Проектирането е възложено през 1898 г. на арх. Никола Лазаров. След атентата на 16 април 1925 г. църковното настоятелство възлага отново на Н. Лазаров възобновяването на храма. Ремонтът започва през юни 1927 г. При проведения търг се приема офертата на архитектурно бюро Иван Васильов и Димитър Цолов. До пролетта на 1933 г. е изграден един почти нов, огромен централно-куполен храм. |        |
| Св. Николай                            | Църква                    | Православие                 | кв. Горна баня, ул. „Урал“ № 2                                                     | Действащ храм                               | 1882 г.                                           | Църквата е построена от италиански майстори по случай възцаряването на княз Александър Батенберг. |        |
| Св. Николай                            | Църква                    | Православие                 | кв. Връбница, ул. „Т. Велев“ № 1                                                   | Действащ храм                               | 1922 – 1925 г.                                    | Осветена е от екзарх Стефан през 1925 г. |        |
| Св. Николай                            | Църква                    | Православие                 | кв. Враждебна, ул. „8-а“ № 63                                                      | Действащ храм                               | 1886 г.                                           | [ 65 ] |        |
| Св. Николай Чудотворец                 | Църква                    | Православие                 | бул. „Цар Освободител“ № 3                                                         | Действащ храм                               | 1912 – 1914 г.                                    | Построена е в московски стил по проект на руския архитект Преображенски |        |
| Св. Николай Мирликийски                | Параклис                  | Православие                 | Бизнес Център „Сердика“                                                            | Действащ храм                               | XXI век                                           | [ 67 ] |        |
| Свети Николай Мирликийски              | Църква                    | Православие                 | ул. „Цар Калоян“ № 8                                                               | Действащ храм                               | 1263 г., 1950 г.                                  | Старинната църква „Свети Николай Мирликийски Чудотворец“ е един от най-старите храмове София. През Средновековието (XIII век) севастократор Калоян издигнал резиденцията си върху основите на Дворцовия комплекс и изградил нова църква върху основите на ранно християнската. Оцелялата дотогава средновековна трикорабна базилика е напълно разрушена по време на бомбардировките на 30 март 1944 година. Днешната малка църква е изградена през 50-те години. |        |
| Св. Николай Софийски                   | Църква                    | Православие                 | ул. „Пиротска“ № 76                                                                | Действащ храм                               | 1896 – 1900 г.                                    | На 3 декември 1900 г., е осветен столичният храм „Св. Николай Софийски“ в местността „Ючбунар“ („Три кладенци“) между днешните улици „Пиротска“, „Опълченска“ и „Цар Симеон“. Цели 20 години след първата идея за храм, посветен на този светец, след много трудности при изготвяне на планове, разрешителни, набиране на средства, извършване на строителните дейности, строежът на храма е привършен. В храма се намира един от най-красиво изработените иконостаси в България, той се отличава с изключителна ефирност и финес на детайлите. Църквата е иконописана и нейните стенописи в голямата си част са дело на големия руски художник Ростовцев. Архитект е Антон Торньов. |        |
| Св. Пантелеймон                        | Църква                    | Православие                 | кв. Княжево, бул. „Цар Борис III“ № 202                                            | Действащ храм                               | 1923 г.                                           | Храмът „Св. Пантелеймон" е построен през 1923 г. от руските военни инвалиди, принудени да напуснат Родината си след октомврийските събития през 1917 г. |        |
| Св. Пантелеймон                        | Църква                    | Православие                 | кв. Бояна, ул. „Десислава“ № 4                                                     | Действащ храм                               | 1950 – 1952 г.                                    | [ 71 ] |        |
| Св. Пантелеймон                        | Църква                    | Православие                 | кв. Бояна, ул. „Боянско езеро“ № 3                                                 | Недействащ храм                             | X – XI, XIX в.                                    | В боянската църква „Св. Никола и св. Пантелеймон се различават няколко строителни етапа. През Х – ХІ в. е изградена малка кръстокуполна църква, обновена в ХІІ в. През ХІІІ в. към западната фасада на старата църква е пристроен притвор, а над него – малък параклис. В средата на ХІХ в. е достроено двуетажно преддверие „Св. Никола и св. Пантелеймон“. Църквата е действащ храм до 1954 г. Ктиторски надпис на български език в притвора на църквата указва годината на цялостното ѝ изписване (1259 г.). |        |
| Св. Параскева                          | Църква                    | Православие                 | ул. „Г. С. Раковски“ № 58                                                          | Действащ храм                               | 12 ноември 1922 – 6 април 1930                    | Архитект на храма е Антон Торньов. |        |
| Св. Петка Стара                        | Църква                    | Православие                 | ул. „Цар Калоян“ № 9, двора на Софийска Св. Митрополия                             | Действащ храм                               | 1241 – 1257 г.                                    | През 1930 г. е вградена в сградата на Софийската Св.митрополия като е запазен старинния ѝ вид. Храмът е на две нива, вкопан е на около два метра под земята, многократно пристрояван и преправян през вековете. |        |
| Св. Петка                              | Църква                    | Православие                 | кв. Орландовци, ул. „Мара Бунева“ № 104                                            | Действащ храм                               | 1885 г.                                           | [ 76 ] |        |
| Св. Петка Самарджийска                 | Църква                    | Православие                 | бул. „Мария Луиза“ № 2, подлеза на ЦУМ                                             | Действащ храм                               | XI – XVI в.                                       | Построена е върху стара римска гробница (крипта) от IV в., което предполага, че тук може да е имало предишен раннохристиянски храм. След Освобождението на България от османско робство, по време на управлението на софийския кмет Димитър Петков, „Св. Петка“ е сред малкото оцелели средновековни софийски църкви. |        |
| Св. Петка                              | Църква                    | Православие                 | кв. Кремиковци                                                                     | Действащ храм                               |                                                   | [ 78 ] |        |
| Преображение Господне                  | Църква                    | Православие                 | кв. Лозенец, ул. „Ралица“ № 2                                                      | Действащ храм                               | 1928 г. – 1945 г.                                 | [ 79 ] [ 80 ] |        |
| Св. прор. Илия                         | Църква                    | Православие                 | ж.к. Дружба – 2, бул. „Цветан Лазаров“                                             | Действащ храм                               | 1995 г.                                           | На 10.09.2012 г. с благословението на Патриарх Максим започва строежа на новия храм „Св. Благовещение“ в източната част на църковния двор. |        |
| Св. прор. Илия                         | Църква                    | Православие                 | кв. Княжево, бул. „Цар Борис III“ № 357                                            | Действащ храм                               | 1888 г. – 1893 г. (20.07.1888 г. – 20.07.1893 г.) | На освещаването на храма от епископ Партений (впоследствие Софийски митрополит, †1918) присъства Стефан Стамболов. Така се превръща в един от малкото православни храмове в София след освобождението. В двора на храма, само на няколко метра от сградата на църквата, и до днес стои Бали ефенди тюрбе – на видния мюсюлмански духовник от XVI век Бали ефенди. |        |
| „Свети Илия“                           | Църква                    | Православие                 | кв. Илиенци, ул. „Петуния“                                                         | Действащ храм                               | XII или XVI в.                                    | От намерените артефакти наоколо, датирани от античността, дава основание да се предположи, че тук е имало езически храм. Част от тези останки може да се забележат в градежа на църквата. От първоначалния манастир е оцеляла само източната част на сегашната църква. В манастирския храм са открити три слоя стенописи от различни периоди. Първоначалната украса на църквата е била направена още през 16 – 17 в. Вторият период от изографисването на църквата е последвал нейното разширяване в края на XVII век. Третият слой стенописи е от 1832 година, както се чете от надпис в църквата. |        |
| Св. прор. Илия                         | Параклис                  | Православие                 | ул. „Пиротска“ № 171А                                                              | Действащ само на големи религиозни празници | 2001 г.                                           | Параклисът в двора на ГД „Пожарна безопасност и спасяване“ носи името на светеца Гръмовник – старозаветния пророк Илия, който според народните вярвания пази хората и тяхното стопанство от огнената стихия. Строежът на храма е извършен с доброволен труд и средства на служителите от главната дирекция. |        |
| Св. прор. Йеремия                      | Църква                    | Православие                 | кв. Орландовци, ул. „Просвета“ № 101                                               | Действащ храм                               | 1937 г.                                           | Църквата е еднокорабна, с притвор. Камбанарията се намира встрани от нея. |        |
| Първа евангелска църква                | Църква                    | Протестантство              | ул. „Солунска“ № 49                                                                | Действащ храм                               | 1888 г. – 17 септември 1889                       | [ 87 ] |        |
| Св. св. Кирил и Методий                | Църква                    | Православие                 | кв. Красно село, ул. „Царица Елеонора“ № 6                                         | Действащ храм                               | 1923 г.                                           | [ 88 ] |        |
| Св. св. Кирил и Методий                | Църква                    | Православие                 | ул. „Георг Вашингтон“ № 47                                                         | Действащ храм                               | 1897 г. – 10 май 1909                             | Освещаването на храм „Св. св. Кирил и Методий“ се извършва от приснопаметния тогавашен Софийски митрополит Партений в неделя, 10 май 1909 г. – в навечерието на храмовия празник. На освещаването присъстват част от правителството, сръбският пълномощен министър, началникът на тайния кабинет при двореца, дипломати, видни столични граждани, както и хиляди миряни, дошли да почетат светите братя. В 11 часа пристига и цар Фердинанд с царица Елеонора, като дават дарение на храма на стойност хиляда златни лева. |        |
| Св. св. Константин и Елена             | Църква                    | Православие                 | бул. „инж. Иван Иванов“ № 70Б                                                      | Действащ храм                               | 2003 г. – 8 октомври 2006                         | [ 90 ] |        |
| Рождество Христово                     | Църква                    | Православие                 | ул. „Филип Аврамов“, жк. Младост 3                                                 | Действащ храм                               | 2011 – 2015 г. (5.06.2011 г. – 21.10.2015)        | [ 91 ] |        |
| Рождество Богородично                  | Църква                    | Православие                 | ул. Балканджи Йово 18                                                              | Действащ храм                               | 1930 – 1939 г.                                    | [ 92 ] |        |
| Св. Седмочисленици                     | Църква                    | Православие                 | ул. „Граф Игнатиев“ № 25                                                           | Действащ храм                               | 1528 г., 27 май 1903 – 27 юли 1903                | В редица статии Петко Каравелов прави предложението преустроената в православен храм Черна джамия да бъде посветена на св. Седмочисленици: Ние предлагаме тази църква да се нарича „Св. Седмочисленици“ или както ги зоват още „светите Светлозарни учители“, на които толкова много дължи славянството. Твърдим, че никъде по българската земя няма храм, който да е посветен на „Светите Седмочисленици“. Слава и чест да бъде на светските и духовните хора в Средец, от които зависи названието на храма, щото новий бъдещий храм да се посвети на Светите Седмочисленици, действителни български учители и просветители. (П.Каравелов, Сбирка от статии, София 1897,с. 243 – 5) |        |
| Света София                            | Църква                    | Православие                 | ул. „Париж“ № 2                                                                    | Действащ храм                               | IV – VI в.                                        | Църквата е една от най-старите в столицата. |        |
| Св. Теодор Стратилат                   | Църква                    | Православие                 | кв. Бенковски                                                                      | Действащ храм                               | 1846 г.                                           | Предполага се, че в храма е служил дякон Игнатий (Васил Левски). |        |
| Св. Три Светители                      | Манастир                  | Православие                 | кв. Орландовци, ул. „Одеса“ № 26                                                   | Действащ храм                               | XIX век                                           | Представлява комплекс от малки, едноетажни жилищни сгради и малка църква. |        |
| Св. Троица                             | Църква                    | Православие                 | кв. Разсадника, бул. „К. Величков“ № 28                                            | Действащ храм                               | 1927 – 1928 г.                                    | Владишкият трон и царските двери са взети от храм „Св. Неделя“ след атентата през 1925 г. – с дърворезба. |        |
| Св. Троица                             | Църква                    | Православие                 | кв. Гео Милев, ул. „Манастирска“ № 45                                              | Действащ храм                               | 1943 г.                                           | Църквата е кръстокуполна базилика. Основите са от камък, облицовани с червени тухли. |        |
| Св. Троица                             | Църква                    | Православие                 | кв. Драгалевци, ул. Бела Дона № 3                                                  | Действащ храм                               | 1893 – 1898 г.                                    | Църквата е умалено копие на храма в град Шипка в руски стил. Осветена е през 1898 г. от Софийския митрополит Партений в присъствието на цар Фердинанд. Царят е дарил две икони на храма – на Св.цар Борис I и на Св. св. Кирил и Методий, които и днес се намират в него. |        |
| Св. Троица                             | Църква                    | Православие                 | ул. „Княз Борис I“ № 152                                                           | Действащ храм                               | 1905 – 1908 г.                                    | Църквата е осветена на 6 декември 1923 г. от духовните предстоятели на румънската и българската църкви. Архитектурата на храма е в Брънковенски (румънски) стил. Архитект на храма е Фридрих Грюнангер. Храмът е официално осветен на 6 декември 1923 г. По време на бомбардировките през март 1944 г. е бил разрушен централният свод и куполът. През 1948 г. куполът е възстановен и църквата е реставрирана. |        |
| Св. Троица                             | Църква                    | Православие                 | кв. Ботунец                                                                        | Действащ храм                               |                                                   | |        |
| Св. Франциск от Асизи                  | Манастир                  | Католицизъм – източен обред | ул. „проф. Асен Златаров“ 7                                                        | Действащ храм                               | 1899 г.                                           | Църквата „Свети Франциск от Асизи“ е построена от Богдан Прошек. |        |
| Св. Цар Борис                          | Църква                    | Православие                 | кв. Овча купел, ул. „Феникс“, бл. 33                                               | Действащ храм                               | XX век                                            | Този храм е единствен за София, който носи името на св. цар Борис Покръстител. |        |
| Успение Богородично                    | Църква                    | Православие                 | ул. „Отечество“ № 3                                                                | Действащ храм                               | 1929 г.                                           | [ 107 ] |        |
| Успение Богородично                    | Църква                    | Православие                 | кв. Малашевци, ул. „Училищна“ № 8                                                  | Действащ храм                               | 1905 г.                                           | [ 108 ] |        |
| Успение Богородично                    | Църква                    | Православие                 | кв. Обеля, ул. „2-ра“ № 4                                                          | Действащ храм                               | 1925 – 1927 г.                                    | [ 109 ] |        |
| Успение Богородично                    | Църква                    | Православие                 | ул. „Заводска“ № 14                                                                | Действащ храм                               | 1885 г.                                           | [ 110 ] |        |
| Успение Богородично                    | Катедрален храм           | Католицизъм – източен обред | ул. „Люлин“                                                                        | Действащ храм                               | 17 септември 1922 – 1 август 1924                 | [ 111 ] [ 112 ] |        |
| Успение на Пресвета Богородица         | Катедрален храм           | Старостилно православие     | кв. Бъкстон, ул. „Българска легия“ № 41                                            | Действащ храм                               | 1993 – 29 май 1997                                | [ 113 ] |        |